# Sakhile Nyoniová
Sakhile Nyoniová-Reilingová (nepřechýleně Sakhile Nyoni) je pilotka narozená v Zimbabwe žijící v Botswaně a první žena, která působila jako generální ředitelka Air Botswana. 
V roce 1988 se stala první botswanskou pilotkou, která pracovala pro Air Botswana. V roce 2011 se stala první ženou, která sloužila jako generální ředitelka Air Botswana.